# Julian Ratei
Julian Ratei (* 12. Juli 1988 in Bayreuth) ist ein deutscher Fußballspieler.

## Jugend
Nachdem Ratei beim Sportring Bayreuth mit dem Fußballspielen begonnen hatte, schloss er sich später dem größten Fußballverein seiner Heimatstadt, der SpVgg Bayreuth an. Im Sommer 2003 ging er aus dem Norden des Freistaates Bayern in die Landeshauptstadt München im Süden. Dort trat er in das Nachwuchsleistungszentrum des TSV 1860 München ein. In den folgenden Jahren durchlief er die Jugendmannschaften. Auch zu den Juniorennationalmannschaften wurde er in dieser Zeit mehrfach eingeladen. Sein Debüt gab er am 14. Oktober 2003 gegen die U16 der Türkei. Insgesamt sechsmal spielte er für die deutsche U-16, zweimal für die U-17, für die U-18 bestritt er zwei Spiele und in der U-19-Auswahl kam er im Herbst 2006 dreimal zum Einsatz. Wie im Verein spielte er auch in der Nationalmannschaft oft zusammen mit Alexander Eberlein in der Abwehr. 2007 stand er kurz davor, von Trainer Marco Kurz in den Zweitligakader berufen zu werden, ein Kreuzbandriss verhinderte jedoch zunächst seinen Aufstieg in den Profifußball.

## TSV 1860 München
Seinen ersten Einsatz für die zweite Mannschaft der Sechzger in der Regionalliga Süd hatte Ratei am 25. August 2006 beim Spiel bei der Zweitvertretung des 1. FC Kaiserslautern. Obwohl er nominell noch der A-Jugend angehörte, folgten in dieser Spielzeit fünf weitere Einsätze in der U23 der Münchner Löwen. Nach dem Kreuzbandriss fiel er fast ein Jahr lang aus, erst zur Spielzeit 2008/09 wurde er wieder regelmäßig eingesetzt. Auch der in der Folgesaison war er bei fast allen Spielen im Aufgebot der kleinen Löwen, eingesetzt wurde er aber nur zwölfmal. In der Hinrunde der Spielzeit 2010/11 bestritt er für die U23 mit Ausnahme einer kurzen Verletzungspause alle Spiele, die meisten davon als Kapitän der Mannschaft.
In der Winterpause holte ihn Trainer Reiner Maurer in den erweiterten Zweitligakader. Beim Spiel der Sechzger in Osnabrück am 21. Januar 2011 stand Ratei erstmals im Kader der ersten Mannschaft. Bis Saisonende gehörte er noch dreimal dem Zweitligaaufgebot an, eingesetzt wurde er aber nicht. Viermal spielte er für die erste Mannschaft in Testspielen. Für die zweite Mannschaft war Ratei insgesamt 59 Mal in der Liga aufgelaufen.

## SV Darmstadt 98
Im Sommer 2011 wechselte er zum gerade in die 3. Liga aufgestiegenen SV Darmstadt 98. Dort kam er beim Saisonauftakt der Lilien am 23. Juli zu seinem ersten Einsatz im Profifußball, als er gegen den VfL Osnabrück in der Startaufstellung stand. Während Ratei in der Hinrunde 2011/12 einen Stammplatz in der Darmstädter Abwehr fand, musste er in der Rückrunde verletzungsbedingt kürzertreten.